# Роттюмерплат
53°32′30″ пн. ш. 6°28′51″ сх. д. / 53.541666666667° пн. ш. 6.4808333333333° сх. д.
Роттюмерплат (нід. Rottumerplaat) — острів у складі Західно-Фризьких островів.
Острів є найпівнічнішою точкою Нідерландів, знаходиться у Північному морі. На південь від нього розташована мілководна ділянка, так зване Ваттове море.
Адміністративно острів належить до муніципалітету Гет-Гогеланд провінції Гронінген.
| Нідерланди | Це незавершена стаття з географії Нідерландів. Ви можете допомогти проєкту, виправивши або дописавши її. |